# Usnea merrillii
Usnea merrillii är en lavart som beskrevs av Motyka. Usnea merrillii ingår i släktet Usnea och familjen Parmeliaceae.   Inga underarter finns listade i Catalogue of Life.